# 毛谷村六介
毛谷村 六介（けやむら ろくすけ、生没年未詳）は、明治時代の大相撲力士。本名は清水忠太郎。年寄8代大嶽。

## 略歴
現在の愛知県半田市近郊の出身。大嶽に入門し、1885年5月　清竹忠太郎で序ノ口。1886年5月序二段、1887年5月三段目。1887年に大嶽が亡くなり、のち雷部屋に移る。1889年1月毛谷村六介に改名。　毛谷村六介は加藤清正の家来となった木田孫兵衛の通称である。文禄の役で朝鮮に侵攻し敵の謀略により生涯を終えた人物で、歌舞伎の演目にもなっている。この名前を名乗るため、特色のあった力士と推測される。
1890年5月幕下に。1897年5月から大嶽二枚鑑札で土俵を務め、1898年1月より番付でも大嶽となる。1899年1月幕下筆頭に上がるが負け越し。その後は幕下と三段目の往復で1909年1月限りで引退となる。年寄二枚鑑札となって12年現役を務めた。
大嶽は現役時代より部屋で弟子を養成し、関脇玉手山を送り出す。協会では1918年5月まで番付にあったが、次代の玉手山が1918年1月限りで引退し大嶽を襲名するので、5月場所前には角界にはいなかったと推測される。その後の消息は不明である。歴代大嶽の菩提寺に毛谷村が建立した墓があるが、本人が葬られた記録がない。
大正時代まで年寄として部屋を経営していたが、履歴に不明な点が多くあるのは不思議である。

## 土俵歴
- 1885年5月　-　序ノ口。
- 1889年1月　-　毛谷村六介に改名。
- 1897年5月　-　年寄大嶽二枚鑑札。
- 1898年1月　-　大嶽門左衛門に改名。
- 1909年1月　-　引退、年寄専務に。
- 1918年5月　-　この場所限り、廃業か死去。

## 参考資料
1. 1 2 3  「年寄名跡の代々166　大嶽代々の巻3」　月刊相撲　2003年7月号　ベースボールマガジン社